# Cautiverio de Asiria

Rutas de los cautivos

El Cautiverio de Asiria es el periodo de tiempo en que los israelitas fueron reubicados por la fuerza en el Imperio asirio, acaecida a partir del 732 a. C. Tras dos décadas de invasiones, habitantes del Reino de Israel se vieron obligados a refugiarse al sur, en el Reino de Judá, mientras otros caían en manos enemigas; finalmente el Reino de Israel fue conquistado por Tiglatpileser III y su hijo Salmanasar V, anexando Israel al imperio y deportando una porción de sus habitantes. 
Los asirios en sus propósitos expansionistas sitiaron Jerusalén (capital de Judá), pero se vieron obligados a retirarse para defender su territorio a causa de la guerra con Babilonia. A diferencia con el cautiverio de Babilonia, se sabe poco del destino de los cautivos y no se registra un edicto extranjero que les concediera permiso para regresar y reconstruir su tierra natal. Sin embargo, Asiria fue conquistada por Babilonia y Babilonia fue conquistada por el Imperio persa, siendo los persas quienes para ganarse el favor de sus nuevos súbditos crean como medidas políticas la restauración de los santuarios de culto y a la repatriación de los deportados. Según el Tanaj (Antiguo Testamento), las tribus deportadas se entremezclaron con los asirios describiéndolas como las Diez tribus perdidas.
Muchos siglos después, los rabinos del restaurado reino de Judá todavía estaban debatiendo acerca de la cuestión de la vuelta de las "diez tribus perdidas".

## Documentos asirios
La llamada Crónica Babilónica ABC1 recoge que Salmanasar V conquistó Samaria (conquista mencionada también en la Biblia). Del mismo modo, se ha hallado una inscripción asiria, en escritura cuneiforme, que recoge el número de cautivos que se tomaron en Samaria, la capital del reino septentrional de Israel, por Sargón II: 27,290. En los muros del palacio de Khorsabad se narra la primera campaña de Sargón II, con un texto puesto en boca del rey:
En mi primer año de reinado *** el pueblo de Samaria *** en número de 27 290 ... me llevé.
Cincuenta carros de mi real equipo seleccioné. La ciudad reconstruí. La hice más grande de lo que antes era. 

La gente de los campos conquisté y asenté. Mi funcionario (Tartan) puse sobre ellos como gobernador. (L.ii.4.)
La derrota final del reino septentrional de Israel es descrita como un episodio menor de las campañas de Sargón. Se atribuye la facilidad de este hecho de armas a su estado decadente tras las dos décadas previas de derrotas, invasiones y deportaciones. Se han estimado la cifra de la población del reino en cientos de miles, de los que habría que restar los muertos en la guerra y los que huyeran (un número significativo, al reino de Judá), para obtener el número de los cautivos. También se ha propuesto gran parte de la población permanecería in situ, y los deportados serían sólo una minoría. Por otra parte, arqueológicamente hablando, se sabe que la conquista estuvo acompañada de destrucción y abandono a gran escala en muchos sitios israelitas. Existen también algunos textos cuneiformes que documentan la presencia de israelitas en Asiria tras las deportaciones.

## Según la Biblia
El Libro de los Reyes recoge en varios pasajes que todo el pueblo del reino de Israel fue llevado al exilio por los asirios. El Libro de las Crónicas (cp. 15) lo recoge de modo diferente, al mencionar que las localidades del territorio montañoso de las tribus de Efraím y Manasés fueron tomadas por el rey, Asa de Judá, que volvió a practicar la religión judía. No queda claro si esto ocurrió antes o después de la caída del reino de Israel en la cautividad asiria. Según 2 Crónicas (cp. 30) al menos una parte del pueblo del reino septentrional de Israel no fue al exilio, y fueron invitados por el rey Ezequías a celebrar la Pascua judía en Jerusalén; los correos que envió para ello recibieron burlas en su paso por los territorios de las tribus de Efraim, Manasés y Zabulón. Algunos habitantes de las tribus de Aser, Manasés y Zabulón sí acudieron a la celebración de la Pascua. Al final del capítulo, incluso gente de la tribu de Isacar y extranjeros de "fuera de la tierra de Israel" toman parte en la celebración. Eruditos bíblicos como Umberto Cassuto y Elia Samuele Artom suponen que Ezequías había anexionado al reino de Judá esos territorios con la población que quedaba en ellos.
En 2 Crónicas (cpt. 31) se dice que el resto del pueblo del reino de Israel retornó a sus hogares, pero no sin antes de destruir los lugares de culto de Baal y Ashera que quedaban "en todo Judá y Benjamín, en Efraim y también en Manasés".
En 4 Esdras 13:40 habla de las tribus "Perdidas" que se encuentran en una Tierra lejana hasta el tiempo del fin, la región llamada Arzareth que significa "otra Tierra" según Deuteronomio 29:28 אַחֵר אֶרֶץ.

### Retorno
Según 1 Crónicas (cpt. 9, vs. 3), los hebreos que tomaron parte en el retorno a Sion desde Babilonia pertenecían a la tribu de Judá junto con la tribu de Simeón que se había fusionado con ella, la tribu de Benjamín, la tribu de Leví (los levitas y kohen, sacerdotes) junto con las tribus de Efraín y de Manasés, que según 2 Reyes (cpt. 7) estaban en el cautiverio asirio. 
La dispersión de las tribus del reino septentrional se recoge en el Libro de Esdras 13:40-48.
Los eruditos bíblicos Umberto Cassuto y Elia Samuele Artom suponen que los nombres de esas dos tribus son una referencia al resto de las "diez tribus" que no se había exiliado y fue absorbido en la población judía (cf. 1 Crónicas 9:3).